# Flowers and Trees
Flowers and Trees (bra: Flores e Árvores) é um curta-metragem de animação de 1932, faz parte da série Silly Symphonies da Disney, dirigido por Burt Gillett e lançado nos cinemas pela United Artists em 30 de julho de 1932. Foi o primeiro lançamento comercial de uma animação em cores em três tiras de Technicolor, após vários anos de filmes lançados em duas cores.
Flowers and Trees iniciou a produção como uma animação em preto e branco antes de Disney ver as tiras em três cores de Herbert Kalmus. Decidido que Flowers and Trees seria um teste perfeito para o processo, ele desfez o filme em preto e branco e refez o curta em cores. Flowers and Trees foi um sucesso comercial e de crítica, ganhando o primeiro Oscar de curta-metragem de animação
Com resultado do sucesso de Flowers and Trees, todos os desenhos animados de Silly Symphonies passaram a ser em três tiras de Technicolor. A novidade adicional da cor ajudou a impulsionar uma série de desenhos anteriormente decepcionantes. Outra série animada da Disney, Mickey Mouse, foi considerada bem sucedida o suficiente para não precisar do impulso extra da cor, ficando em branco em preto até o curta de 1935, The Band Concert.
O contrato de exclusividade da Disney com Technicolor, expirou no final de 1935, forçando animadores, como Ub Iwerks e Max Fleischer, usarem o processo inferior de duas cores de Technicolor ou o processo rival em duas tiras, Cinecolor.

## Enredo
Durante a primavera, as flores, cogumelos e árvores, fazem seus exercícios de relaxamento. Algumas árvores tocam uma música, usando videiras para cordas das harpas e um coro de tordos. Acaba começando uma briga entre uma árvore oca, velha, rabugenta e uma árvore mais jovem e gentil, para ter as atenções de uma árvore feminina. A árvore jovem sai vitorioso, mas a árvore oca revida, iniciando um incêndio. Os pássaros conseguem apagar o fogo,  abrindo buracos nas nuvens para fazer chover, embora a árvore oca pereça nas chamas. A jovem árvore, em seguida, pede em casamento a árvore do sexo feminino, com uma lagarta que serve como um anel, e eles se abraçam quando se forma um arco-íris por trás deles.